# Orde Suprem de la Santíssima Anunciació
L'Orde Suprem de la Santíssima Anunciació (en italià: Ordine Supremo della Santissima Annunziata) és el màxim honor de la Casa de Savoia. No té cap relació amb l'Orde de la Santíssima Anunciació, orde religiós de monges de clausura fundat a Itàlia al segle xvii.

## Orígens
Creada el 1362 per Amadeu VI, comte de Savoia, en ocasió del matrimoni de la seva germana Bianca amb Galeazzo II Visconti. La idea era "amb la unió i la fraternitat s'evitarien les guerres privades".
Originalment estava limitada a 15 membres, per a honorar els 15 misteris de la Verge, i era coneguda com "L'Orde del Collar". L'orde constituïa una fraternitat militar i religiosa entre el Sobirà (Gran Mestre de l'Orde) i els seus companys, i estava reservada exclusivament a homes d'armes distingits que, a part del seu servei extraordinari, havien de ser de llinatge noble i catòlics. Més tard es considerà apropiat per reconèixer també el servei distingit al Regne d'Itàlia, no requerint-se ser de llinatge noble.
El 1409, Amadeu VIII, duc de Savoia, li atorgà els seus primers estatuts coneguts. El 1518, Carles III decretà que havia d'anomenar-se "La Annuziata".
El 1869, el rei Víctor Manuel II secularitzà l'orde. Elevà el nombre de membres a 20, excloent d'aquest nombre al Gran Mestre, al Príncep de Sang Reial, als clergues i als estrangers. Podia ser atorgada a nobles i plebeus, però estava vedada als no-catòlics (donats els seus orígens profundament religiosos, els membres tenien certs deures religiosos). No obstant això, amb el temps es van admetre no-catòlics, però únicament com a membres honoraris.
En unificar-se el Regne d'Itàlia al segle xix, els ordes dels diversos estats van passar a nacionals; especialment els de la Casa de Savoia, la nova dinastia regnant (com el que succeí a Alemanya amb Prússia).
Fins a la caiguda de la monarquia després de la II Guerra Mundial, els membres d'aquest orde es consideraven com a membres de la noblesa italiana, donant-los el títol d'Excel·lència i Cosí del Rei, amb preferència a totes les cerimònies sobre els alts oficials de l'Estat.
Era el major dels honors italians: cal remarcar que els candidats havien de posseir l'Orde de Sant Maurici i Sant Llàtzer.
El collar havia de ser tornat després del traspàs dels membres. Tot i això, durant les darreres dècades, alguns es van perdre, el de Mussolini entre ells.
Després de la caiguda de la monarquia italiana, la nova República Italiana òbviament va deixar d'atorgar aquest orde, quedant com un patrimoni dinàstic de la Casa de Savoia, la Família Reial Italiana a l'exili.
En certa manera, es podria considerar que es correspon a l'Orde de la Lligacama anglesa.

## Disseny
- El collar: Consisteix en una cadena d'or formada per 15 seccions, cadascuna formada per nusos savoians. Al centre de les seccions hi ha les lletres F.E.R.T., el significat de les quals no és clar (per a uns significa "FORTITUDO EIUS RHODUM TULIT" (La seva valentia va conquerir Rodes), referint-se a la victòria sobre Rodes del comte Amadeu V el 1310; per a d'altres no és més que la 3a persona del present d'indicatiu del verb llatí ferre (ell o ella conquereix); i finalment, també es proposa "FOEDERE ET RELIGIONE TENEMUR" (Ens mantenim pel Pacte i la Religió) i encara "FORTITUDO EIUS REPUBLICAM TENET" (La seva força manté l'Estat"

Del collar penja un medalló d'or pur de 45mm, en el qual apareix l'Anunciació a la Verge Maria per l'Arcàngel St. Gabriel. Està envoltat per 3 nusos savoians, decorats amb florons. A la part superior central, cauen uns raigs que representen l'Esperit Sant.
El collar existeix en dues versions: la GRANDE COLLANA, d'una mida més gran (per a ser emprada el dia de Cap d'Any, el dia de l'Anunciació (25 de març), en Festivitats Nacionals i a les cerimònies solemnes de la cort) i la PICCOLA COLLANA, més petita (per a la resta d'ocasions).
- L'Estrella: És d'or, i també representa l'Anunciació amb un fons platejat a un medalló central sobre una creu d'or envoltada per raigs. Entre els braços de la creu també hi ha les lletres F.E.R.T.. Fa 85mm.

Quan no es llueix el collar, els membres poden lluir una miniatura del medalló de l'orde (de 16mm) suspès sobre un galó vermell. Sobre l'uniforme es pot lluir un galó vermell o una roseta, i a tots dos hi ha una creu en miniatura amb l'Anunciació.
El galó sobre l'uniforme és vermell, de 37mm de llarg, amb l'Estrella de l'orde al mig, de 10mm.
| Collar    |
| Galó      |
| Cavaliere |